# غيجويية (دهسرد)
غیجوییة (بالفارسية: گیجوییه) هي قرية تقع في إيران في قسم دهسرد الريفي. يقدر عدد سكانها بـ 222 نسمة .